# Маріано Паредес
Маріано Паредес і Аріяга (ісп. Mariano Paredes y Arrillaga, біля 7 січня 1797 — 27 вересня 1849) — ультраконсервативний мексиканський генерал і президент. Він зайняв посаду президента в результаті перевороту в 1846 році та був президентом на початку Американо-мексиканської війни.